# Конпропорционирование
Конпропорциони́рование (коммутация) — окислительно-восстановительная реакция, в которой окислителем и восстановителем является один и тот же химический элемент в разных степенях окисления. В результате образуется продукт с тем же элементом в промежуточной степени окисления.
Примеры реакций конпропорционирования:
- Взаимодействие иодида с иодатом при подкислении:

{\displaystyle {\ce {{I^{+5}O3^{-}}+{5I^{-}}+6H+->{3I2^{0}}+3H2O}}}
- Взаимодействие соли марганца (II) с перманганатом:

{\displaystyle {\ce {{3Mn^{2+}}+{2Mn^{+7}O4^{-}}+2H2O={5Mn^{4+}O2}+4H+}}}
Конпропорционирование обратно диспропорционированию.
Некоторые реакции конпропорционирования могут быть обращены при изменении условий (например, конпропорционирование иодида с иодатом обращается при подщелачивании среды), другие не могут быть обращены ни при каких условиях (например, конпропорционирование {\displaystyle {\ce {Mn^{2+}}}} с {\displaystyle {\ce {MnO4-}}}). Предсказать возможность конпропорционирования в той или иной среде можно по диаграмме Фроста или диаграмме Пурбе для соответствующего элемента, а также пользуясь таблицей окислительно-восстановительных потенциалов.